# NGC 4414
إن جي سي 4414 مجرة حلزونية غير ضلعية على بعد حوالي 62 مليون سنة ضوئية في اتجاه كوكبة الهلبة. إن جي سي 4414 تصنف أيضا مجرة حلزونية صوفية. تم تصويرها من قبل تلسكوب هابل الفضائي في عام 1995، كجزء من المهمة الأساسية المرصد لتحديد المسافة التي تفصلنا عن المجرات، ومرة أخرى في عام 1999 كجزء من مشروع إرث هابل. وكذلك جزءا من الجهد المستمر لدراسة النجوم متغير قيفاوي للمجرة. وتبدو الأذرع الخارجية زرقاء نظرا للتشكيل المستمر للنجوم الشابة واحتمالية وجود متغيرات مضيئة زرقاء لها قدر مطلق=-10 .
إن جي سي 4414 أيضا مجرة منعزلة جدا دون وجود علامات على تفاعلات سابقة مع المجرات الأخرى
وعلى الرغم من أنها ليست مجرة انفجار نجمي لكنها تظهر وجود وفرة وكثافة عالية للغاز - سواء على المستوى الذري أو الجزيئي.